# Cano Estremera
Carlos Enrique Estremera Colón (Santurce, 2 de septiembre de 1958 - San Juan, 28 de octubre de 2020) más conocido como Cano Estremera, fue un cantante de salsa puertorriqueño.

## Biografía
Comenzó en el mundo profesional como percusionista con un grupo de músicos que se formó en el Barrio Obrero de Santurce sección. Dentro de un año, fue vocalista de ese grupo y con la plena grupo folclórico: Los Pleneros del Quinto Olivo. Pero su mayor oportunidad llegó a unirse a la Orquesta Mulenze 76, que tenía un contrato exclusivo con Fania Records.  En 1978, se reunió con Bobby Valentín, que lo invitó a unirse a su banda. La primera canción que grabó con el grupo de Valentín fue "La boda de ella" que le ganó la aclamación generalizada en el mundo de la música popular. Grabó seis discos con Valentín, incluyendo dos como solista. Pero a finales de 1984, decidió abandonar a Valentín para formar su propia banda. 
En esta nueva etapa, "El Cano", como era conocido, se dedicó a cantar todos los géneros de la música popular. En 1986 ganó el premio Paoli como Vocalista de Salsa del Año, y otros premios. En 1988, Estremera debutó como productor de sus propios registros con su álbum "Salvaje". Un año más tarde, dio a conocer "Dueño del Soneo", que su nueva serie de grabaciones. El Cano, que nació albino, es conocido en la industria de la música como uno de los mejores "Soneros", o cantante de música Afro-Caribeña, en el siglo. Su habilidad se demostró en un ahora famoso concierto en Guánica, donde la arena 105 estrofas consecutivos sin repetir una sola frase. Todo un logro. En ese mismo año, sus habilidades de improvisación se ponen a prueba una vez más y produjo 128 única "soneos" en el concierto para fanes en Yabucoa, mientras que unas pocas semanas más tarde, ante 5000 espectadores en un concierto en Juana Díaz, ese número aumentó a 130. 
Con un afilado destreza en improvisar sin par, Estremera, ganó el epíteto de "titular de la soneo", un título que prácticamente ha sustituido al "el niño de oro" de la que fue inicialmente conocido, y que se utilizó en el título de dos de sus grabaciones. Su álbum hit Dueño del Soneo, Vol. 1, incluyen la salsa, como las pistas Por Si Acaso y mucho más. También se Dueño del Soneo, Vol. 2 y Éxitos del Dueño del Soneo. Entre sus éxitos musicales, Cano Estremera es más conocido por canciones como "La boda de ella", "Te amaré", "Eres tú", "Se busca", "Ámame en cámara lenta", "Las ingratitudes", "Manuel García", "Si me caso mejoro", "La mujer y la primavera", "Me quedé con las ganas", "La novia automática", "Awilda", "El compromiso", "Nací y así soy", "Aprovecha lo mío" y "Viernes social".

## Fallecimiento
Cano Estremera falleció en San Juan, Puerto Rico el 28 de octubre de 2020 a los 62 años. Había estado sufriendo los últimos años de problemas de salud debido a una fibrosis pulmonar habiendo recibido en 2017 un trasplante de pulmón, fue sepultado en el Cementerio de Villa Palmeras.

## Discografía
- Ópera Ecuajey, vol. 1 (2002)
- Diferente (1999)
- Punto y aparte (1996)
- Cambio de sentido (1994)
- Éxitos del dueño del soneo (1991)
- Dueño del soneo, vol. 2 (1990)
- Dueño del soneo, vol. 1 (1989)
- Salvaje '88 (1988)
- El Niño de Oro (1986)

### ConBobby Valentin
- Encuentro histórico (recopilación) (1998)
- En acción (1984)
- Brujería (como corista) (1983)
- Presenta a el Cano Estremera (1982)
- Siempre en forma (1981)
- El Gato (1980)
- La espinita (1979)
- La boda de ella (1978)